# Liste der Fließgewässer im Flusssystem der Aurach (Regnitz, Oberfranken)

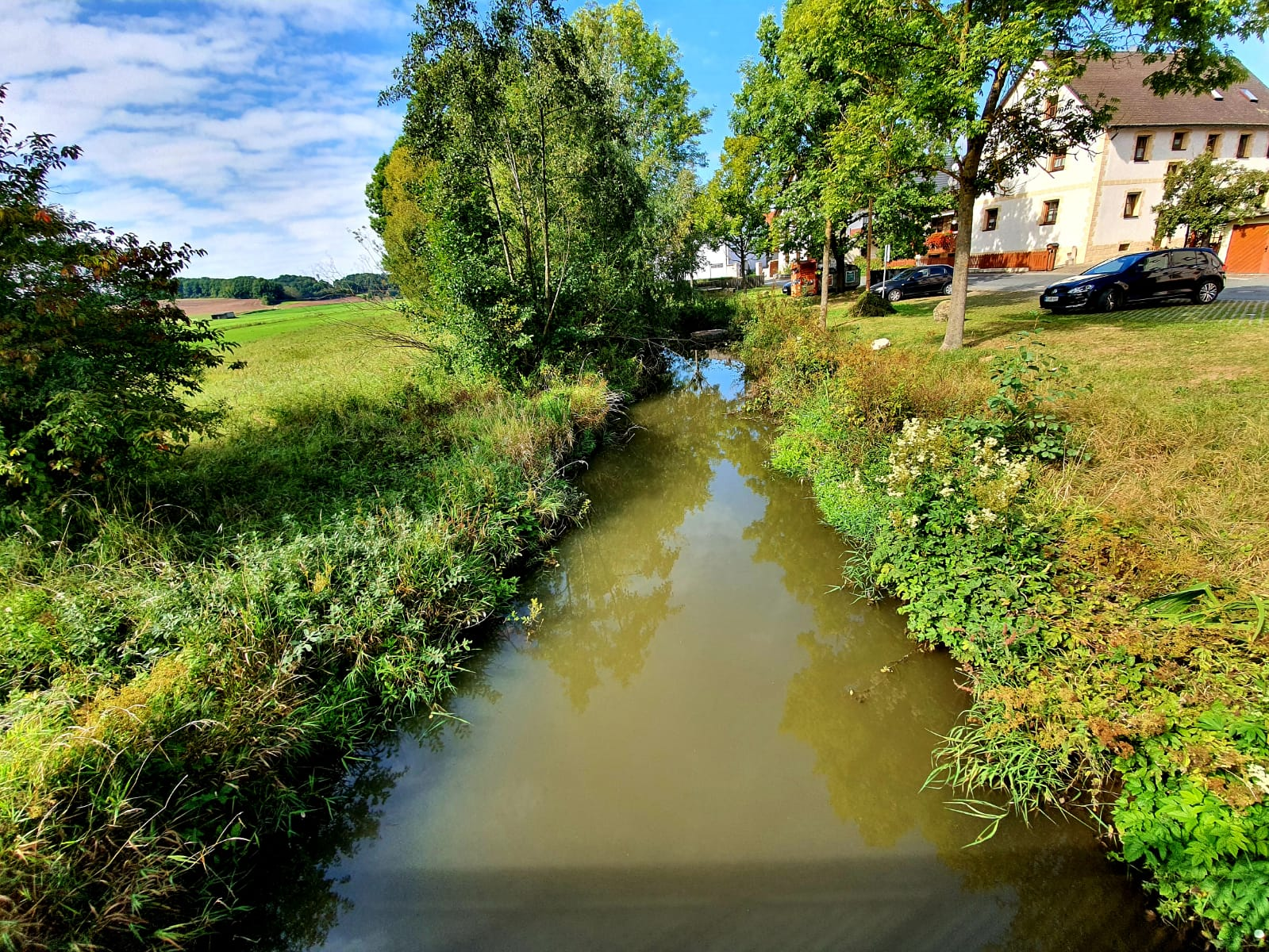
Die Aurach bei Debring

Die Liste der Fließgewässer im Flusssystem der Aurach umfasst alle benannten Nebenflüsse der Aurach, einschließlich solcher höherer Ordnung, die im BayernAtlas der Bayerischen Staatsregierung oder im Kartenservicesystem des Bayerischen Landesamts für Umwelt (LfU) verzeichnet sind. Nicht benannte Zuflüsse und Abzweigungen werden nicht berücksichtigt. Wenn sich der Name eines Gewässers nach dem Zusammenfluss zweier Abschnitte ändert, werden die Zuflüsse als eigenständige Quellbäche aufgeführt. Andernfalls wird der jeweilige Teilbereichsname in Klammern angegeben. Die Längenangaben der Flüsse werden auf eine Dezimalstelle gerundet, und die Auflistung erfolgt in flussabwärts gerichteter Reihenfolge. Die orografische Richtungsangabe bezieht sich dabei auf das jeweils übergeordnete Gewässer. Größere Teilflusssysteme mit mehr als 20 benannten Fließgewässern sind in gesonderte Listen ausgelagert (→ Flusssystem).

## Aurach
Die Aurach hat ihren Ursprung in einem offiziell beschilderten Quellgebiet im Steigerwald, westlich des Kirchdorfs Neuschleichach, auf etwa 386 m ü. NHN. Von dort fließt sie zunächst in östlicher Richtung, verlässt bald das Waldgebiet und passiert die Orte Neuschleichach und Unterschleichach. In Unterschleichach nimmt die Aurach bedeutende Zuflüsse auf, darunter den Dammersbach, und fließt dann weiter in Richtung Tretzendorf, wo sie mehrere Fischweiher speist.
Im Naturschutzgebiet Tretzdendorfer Weiher verläuft die Aurach durch artenreiche Feuchtgebiete und erhält zusätzliche Zuflüsse. Nach Tretzendorf erreicht sie Trossenfurt, durchquert Kirchaich und Nützelbach und speist die Priesendorfer Weiher. Weiter führt ihr Weg durch die Orte Priesendorf und Neuhausen, wo sie den Seeholzgraben aufnimmt.
Im Unterlauf schlängelt sich die Aurach durch die Landschaft, passiert Orte wie Walsdorf und Stegaurach, bevor sie schließlich in östlicher Richtung weiterfließt. Nördlich von Schadlos ändert sich die Flussrichtung leicht nach Osten. Nach dem Unterqueren der Staatsstraße 29 mündet die Aurach schließlich, 39,8 km von ihrer Quelle entfernt, in die Regnitz und hat dabei ein Sohlgefälle von rund 4,5 ‰.

## Einzugsgebiet
Das 107,63 km² große Einzugsgebiet der Aurach entwässert über die Regnitz, den Main und den Rhein in die Nordsee. Es grenzt im Süden an das Einzugsgebiet der Rauhen Ebrach, die ebenfalls in die Regnitz mündet, im Norden an das Einzugsgebiet des Mains, im Osten an das der Regnitz selbst, und im Nordwesten an das des Stöckigsbachs, der ebenfalls in den Main fließt.
Die Landschaft des Einzugsgebiets ist vielfältig. In den höheren Randbereichen finden sich ausgedehnte Wälder, während die Täler überwiegend landwirtschaftlich genutzt werden und von Siedlungen durchzogen sind. Die höchste Erhebung des Gebiets ist der Euerberg im Nordwesten, der sich auf 491 m ü. NHN erhebt.

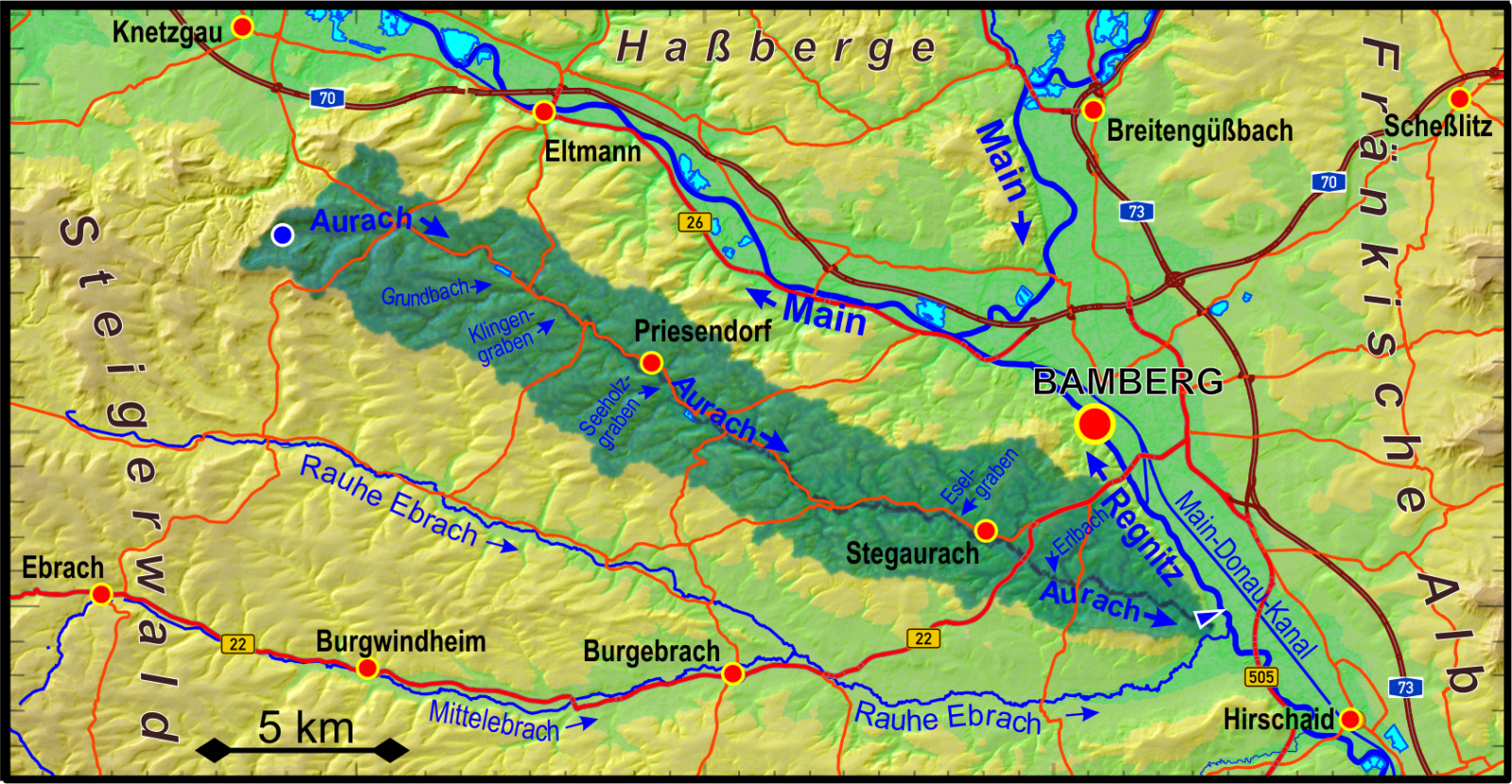
Einzugsgebiet der Aurach

## Zuflüsse

### Tabelle der langen direkten Zuflüsse
Diese Tabelle führt die über 1,5 km langen direkten Zuflüsse mit ihren Kenngrößen auf, sie ist insofern ein Auszug aus der Liste der direkten und indirekten Zuflüsse der Aurach. Nachweise wie dort.
Zum Vergleich auch die entsprechenden Werte der Aurach selbst.
| Name           | GKZ    | Lage   | Länge in km | EZG in km² | Mündungshöhe in m ü. NHN | Mündung                             |
| -------------- | ------ | ------ | ----------- | ---------- | ------------------------ | ----------------------------------- |
| Graseckbach    |        | rechts | 01,8        | 01,6       | 356                      | in Neuschleichach                   |
| Dammersbach    |        | rechts | 02,1        | 01,9       | 340                      | in Unterschleichach                 |
| Seebach        |        | links  | 01,6        | 02,5       | 329                      | in Unterschleichach                 |
| Grundbach      | 242962 | rechts | 05,6        | 07,4       | 302                      | in Trossenfurt                      |
| Klingengraben  |        | rechts | 02,4        | 02,0       | 296                      | nach Trossenfurt                    |
| Schößbach      |        | rechts | 02,9        | 02,5       | 291                      | in Kirchaich                        |
| Seeholzgraben  |        | rechts | 02,1        | 04,3       | 281                      | in Neuhausen                        |
| Eselsgraben    |        | links  | 02,2        | 03,4       | 260                      | westlich von Stegaurach             |
| Tränkseegraben |        | links  | 02,7        | 03,5       | 257                      | zwischen Stegaurach und Debring     |
| Erlbach        |        | links  | 03,0        | 04,0       | 254                      | zwischen Unteraurach und Waizendorf |
| Aurach         | 24296  | n. a.  | 39,8        | 107,6      | 245                      | östlich von Stegaurach              |

### Liste der direkten und indirekten Zuflüsse der Aurach
Direkte und indirekte Zuflüsse der Aurach, jeweils von der Quelle zur Mündung, mit Gewässername, Länge in Kilometer (km), Einzugsgebiet in Quadratkilometern (km²), Mündungsort mit Koordinaten und Mündungshöhe in Normalhöhennull (NHN). Höhe abgefragt auf dem Hintergrundlayer Amtliche Karte (Rechtsklick).Gewässerlänge und Einzugsgebiet wurden mit nur zwei Ausnahmen – die Aurach selbst mit amtlicher Gewässerkennzahl (GKZ) 24296 und der Grundbach mit GKZ 242962, für welche beide allein das amtliche Gewässerverzeichnis entsprechende Werte angibt – auf dem BayernAtlas abgemessen, sie müssen nicht auf die angegebene Nachkommastellenzahl genau sein. Die Mündungshöhe wurden auf der amtlichen topographischen Karte abgefragt. Es sind nur direkte und indirekte Zuflüsse mit ausgewiesenem Namen aufgeführt.
- Graseckbach, (rechts), 1,8 km und 1,6 km², mündet  in Neuschleichach auf 356 m ü. NHN
- Dammersbach, (rechts), 2,1 km und 1,9 km², mündet  in Unterschleichach auf 340 m ü. NHN
- Seebach, (links), 1,6 km und 2,5 km², mündet  in Unterschleichach auf 329 m ü. NHN
- Waldbach, (rechts), 0,9 km und 0,6 km², mündet  an der Kläranlage von Unterschleichach auf 325 m ü. NHN
- Steingraben, (links), 0,6 km und 0,65 km², mündet  östlich von Unterschleichach auf 322 m ü. NHN
- Grundbach, (rechts), 5,6 km und 7,4 km², mündet  in Trossenfurt auf 302 m ü. NHN
- Klingengraben, (rechts), 2,4 km und 2,0 km², mündet  nach Trossenfurt auf 296 m ü. NHN
- Kümmigsbächlein, (links), 0,7 km und 0,8 km², mündet  zwischen Trossenfurt und Kirchaich auf 294 m ü. NHN
- Schößbach, (rechts), 2,9 km und 2,5 km², mündet  in Kirchaich auf 291 m ü. NHN
- Klingengraben, (links), 1,4 km und 1,2 km², mündet  in Kirchaich auf 291 m ü. NHN
- Altengraben, (rechts), 0,7 km und 1,0 km², mündet  in Nützelbach auf 286 m ü. NHN
- Nußbach, (links), 1,4 km und 1,3 km², mündet  in einen linken Teilungsarm vor Priesendorf auf 283 m ü. NHN
- Külmsbach, (links), 1,4 km und 1,6 km², mündet  in den linken Teilungsarm in Priesendorf auf 281 m ü. NHN
- Seeholzgraben, (rechts), 2,1 km und 4,3 km², mündet  in Neuhausen auf 281 m ü. NHN
- Kulmgraben, (links), 1,2 km und 2,0 km², mündet  bei Feigendorf auf 276 m ü. NHN
- Eselsgraben, (links), 2,2 km und 3,4 km², mündet  westlich von Stegaurach auf 260 m ü. NHN
- Tränkseegraben, (links), 2,7 km und 3,5 km², mündet  zwischen Stegaurach und Debring auf 257 m ü. NHN
- Erlbach, (links), 3,0 km und 4,0 km², mündet  nach Unteraurach auf 254 m ü. NHN²